# Сырымбетский сельский округ
Сырымбетский сельский округ (каз. Сырымбет ауылдық округі) — административная единица в составе Айыртауского района Северо-Казахстанской области Казахстана. Административный центр — село Сырымбет.
Население — 2415 человек (2009, 3412 в 1999, 4456 в 1989).

## История
Сырымбетский сельсовет образован 2 августа 1966 года. 24 декабря 1993 года решением главы Кокчетавской областной администрации создан Сырымбетский сельский округ.
В состав сельского округа вошла территория ликвидированного Даукаринского сельского совета (сёла Даукара, Каракамыс, Восточное, Шолакозек). Село Юдинка было ликвидировано в 2014 году, а село Качиловка — в 2015 году.

## Состав
В состав округа входят такие населенные пункты:
| Населенный пункт | Население, человек (1989) | Население, человек (1999) | Население, человек (2009) |
| ---------------- | ------------------------- | ------------------------- | ------------------------- |
| Даукара, село    | 1035                      | 767                       | 540                       |
| Егиндыагаш, аул  | 366                       | 297                       | 196                       |
| Каракамыс, село  | 453                       | 433                       | 353                       |
| Качиловка, село  | 263                       | 158                       | 30                        |
| Сарыбулак, село  | 263                       | 243                       | 138                       |
| Сырымбет, село   | 1053                      | 719                       | 635                       |
| Сулуколь, село   | 240                       | 190                       | 138                       |
| Шоккарагай, село | 366                       | 320                       | 225                       |
| Шолакозек, село  | 252                       | 218                       | 144                       |
| Юдинка, село     | 165                       | 67                        | 16                        |